# Preload
Preload är den engelska termen, som även används i Sverige, för graden av sträckning av sarkomererna i hjärtmuskelcellerna innan kontraktion.  
Enligt Frank-Starlings hjärtlag ger en ökning i preload en ökning i slagvolym. Preload är korrelerad med den slutdiastoliska volymen (EDV), en ökning i EDV kommer att ge en ökning i slagvolym.
Den slutdiastoliska volymen i sin tur är beroende av den diastoliska fyllnadstiden och det venösa återflödet. 
Hjärtats slagvolym är beroende av förutom preload även kontraktilitet och afterload.